# Aleksandr Chmarko
Aleksandr Nikolaïévitch Chmarko (en russe : Александр Николаевич Шмарко) est un footballeur international russe né le 12 mars 1969 à Maïkop.
Ayant évolué professionnellement au poste de défenseur de 1986 à 2006, il est principalement connu pour son passage au Rotor Volgograd entre 1991 et 1999, avec qui il termine deux fois vice-champion de Russie en 1993 et 1997 et obtient deux sélections avec l'équipe nationale russe en 1998. Il remporte par ailleurs la coupe de Russie avec le Terek Grozny en 2004.

## Biographie
Natif de Maïkop, Chmarko effectue sa formation dans la ville de Stavropol avant d'intégrer en 1986 l'équipe première du Lokomotiv Mineralnye Vody en troisième division, à l'âge de 17 ans, où il dispute 57 rencontres en deux saisons avant de mettre sa carrière entre parenthèses pour effectuer son service militaire. Il reprend en 1989 en jouant au Khimik Beloretchensk avant de rejoindre l'année suivante le Kouban Krasnodar en deuxième division puis le Dinamo Stavropol en 1991. Il est par la suite recruté par le Rotor Volgograd pour la fin de la saison 1991, remportant le championnat du deuxième échelon en ayant disputé onze rencontres.
Découvrant l'élite l'année suivante avec l'intégration du Rotor au sein du nouveau championnat russe, Chmarko s'impose comme un titulaire régulier au sein de la défense du club durant les saisons 1992 et 1993, finissant deuxième du championnat et intégrant la liste des 33 meilleurs joueurs du championnat russe (ru) à l'issue de cette dernière. Affecté par plusieurs blessures entre 1994 et 1995, son temps de jeu est nettement réduit durant cette période, cela ne l'empêchant pas de faire ses débuts au niveau continental en disputant cinq rencontres de Coupe UEFA lors de ces deux années.
Il retrouve une place de titulaire régulier à partir de l'exercice 1996 et maintient sa position lors des années qui suivent, terminant une nouvelle vice-champion national en 1997, cette année le voyant intégrer à nouveau la liste des 33 meilleurs joueurs du championnat tandis que le journal Sport-Express le nomme meilleur arrière gauche du championnat. Ces performances lui valent ainsi d'intégrer brièvement l'équipe nationale russe d'Anatoli Bychovets, avec qui il dispute deux matchs amicaux contre la Suède puis l'Espagne entre les mois d'août et de septembre 1998, n'étant plus rappelé par la suite. Arrivant au terme de son contrat avec le Rotor en fin d'année 1999, il quitte ainsi le club après neuf saisons et 239 matchs joués, pour trois buts marqués.
Il effectue par la suite un bref passage en Ukraine au cours de l'année 2000 en rejoignant le Chakhtar Donetsk de Viktor Prokopenko, avec qui il termine deuxième du championnat ukrainienne et dispute quatre rencontres de Ligue des champions. En manque de temps de jeu, il rentre en Russie dès 2001 en signant au Rostselmach Rostov, où il évolue deux saisons avant de rejoindre en 2003 le Terek Grozny en deuxième division russe. Après avoir aidé le club à atteindre la quatrième place du championnat en 2003, il prend part l'année suivante au parcours de l'équipe en Coupe de Russie et est titularisé lors de la finale remportée face au Krylia Sovetov Samara, lui permettant de remporter le seul trophée majeur de sa carrière. Il participe ensuite au bref parcours du Terek en Coupe UEFA et remporte la deuxième division en fin d'année 2004.
Peu utilisé en première division au cours de l'exercice 2005, qui se conclut par la relégation du Terek, Chmarko rejoint en début d'année 2006 le Spartak Nijni Novgorod au deuxième échelon avant de s'en aller à la mi-saison en troisième division au Spartak Kostroma, où il met finalement un terme à sa carrière professionnelle en fin d'année, à l'âge de 37 ans. Il devient par la suite adjoint de Sergueï Kiriakov avec la sélection russe des moins de 17 ans avant de suivre celui-ci à l'Arsenal Toula entre octobre 2016 et mai 2017. Il occupe brièvement le poste de préparateur physique dans le club kazakh de l'Irtych Pavlodar sous les ordres d'Oïrat Sadouov entre juin et juillet 2018.

## Statistiques
| Saison                | Club                      | Championnat           | Championnat | Championnat | Coupe(s) nationale(s) | Coupe(s) nationale(s) | Compétition(s) continentale(s) | Compétition(s) continentale(s) | Compétition(s) continentale(s) | Total | Total |
| Saison                | Club                      | Division              | M.          | B.          | M.                    | B.                    | Comp.                          | M.                             | B.                             | M.    | B.    |
| 1986                  | Lokomotiv Mineralnye Vody | D3                    | 28          | 0           | -                     | -                     | -                              | -                              | -                              | 28    | 0     |
| 1987                  | Lokomotiv Mineralnye Vody | D3                    | 29          | 0           | -                     | -                     | -                              | -                              | -                              | 29    | 0     |
| Sous-total            | Sous-total                | Sous-total            | 57          | 0           | -                     | -                     | -                              | -                              | -                              | 57    | 0     |
| 1990                  | Kouban Krasnodar          | D2                    | 16          | 0           | -                     | -                     | -                              | -                              | -                              | 16    | 0     |
| 1991                  | Dinamo Stavropol          | D2                    | 25          | 0           | -                     | -                     | -                              | -                              | -                              | 25    | 0     |
| Sous-total            | Sous-total                | Sous-total            | 41          | 0           | -                     | -                     | -                              | -                              | -                              | 41    | 0     |
| 1991                  | Rotor Volgograd           | D2                    | 11          | 0           | -                     | -                     | -                              | -                              | -                              | 11    | 0     |
| 1992                  | Rotor Volgograd           | D1                    | 27          | 1           | 2                     | 0                     | -                              | -                              | -                              | 29    | 1     |
| 1993                  | Rotor Volgograd           | D1                    | 31          | 1           | 2                     | 0                     | -                              | -                              | -                              | 33    | 1     |
| 1994                  | Rotor Volgograd           | D1                    | 18          | 0           | 1                     | 0                     | C3                             | 1                              | 0                              | 20    | 0     |
| 1995                  | Rotor Volgograd           | D1                    | 6           | 0           | 1                     | 0                     | C3                             | 4                              | 0                              | 11    | 0     |
| 1996                  | Rotor Volgograd           | D1                    | 28          | 1           | 3                     | 0                     | CI                             | 6                              | 0                              | 37    | 1     |
| 1997                  | Rotor Volgograd           | D1                    | 33          | 0           | 2                     | 0                     | C3                             | 6                              | 0                              | 41    | 0     |
| 1998                  | Rotor Volgograd           | D1                    | 25          | 0           | 4                     | 0                     | C3                             | 2                              | 0                              | 31    | 0     |
| 1999                  | Rotor Volgograd           | D1                    | 23          | 0           | 3                     | 0                     | -                              | -                              | -                              | 26    | 0     |
| Sous-total            | Sous-total                | Sous-total            | 202         | 3           | 18                    | 0                     | -                              | 19                             | 0                              | 239   | 3     |
| 1999-2000             | Chakhtar Donetsk          | D1                    | 9           | 0           | 3                     | 0                     | -                              | -                              | -                              | 12    | 0     |
| 2000-2001             | Chakhtar Donetsk          | D1                    | 3           | 0           | 2                     | 0                     | C1                             | 4                              | 0                              | 9     | 0     |
| Sous-total            | Sous-total                | Sous-total            | 12          | 0           | 5                     | 0                     | -                              | 4                              | 0                              | 21    | 0     |
| 2001                  | Rostselmach Rostov        | D1                    | 29          | 1           | 1                     | 0                     | -                              | -                              | -                              | 30    | 1     |
| 2002                  | Rostselmach Rostov        | D1                    | 19          | 1           | 2                     | 2                     | -                              | -                              | -                              | 21    | 3     |
| Sous-total            | Sous-total                | Sous-total            | 48          | 2           | 3                     | 2                     | -                              | -                              | -                              | 51    | 4     |
| 2003                  | Terek Grozny              | D2                    | 39          | 1           | 2                     | 0                     | -                              | -                              | -                              | 41    | 1     |
| 2004                  | Terek Grozny              | D2                    | 29          | 0           | 9                     | 0                     | C3                             | 4                              | 0                              | 42    | 0     |
| 2005                  | Terek Grozny              | D1                    | 9           | 0           | 1                     | 0                     | -                              | -                              | -                              | 10    | 0     |
| Sous-total            | Sous-total                | Sous-total            | 77          | 1           | 12                    | 0                     | -                              | 4                              | 0                              | 93    | 1     |
| 2006                  | Spartak Nijni Novgorod    | D2                    | 15          | 0           | 2                     | 0                     | -                              | -                              | -                              | 17    | 0     |
| 2006                  | Spartak Kostroma          | D3                    | 13          | 1           | -                     | -                     | -                              | -                              | -                              | 13    | 1     |
| Sous-total            | Sous-total                | Sous-total            | 28          | 1           | 2                     | 0                     | -                              | -                              | -                              | 30    | 1     |
| Total sur la carrière | Total sur la carrière     | Total sur la carrière | 465         | 7           | 40                    | 2                     | -                              | 27                             | 0                              | 532   | 9     |

## Palmarès
Rotor Volgograd
- Vice-champion de Russie en 1993 et 1997.
- Finaliste de la Coupe Intertoto en 1996.
- Champion d'Union soviétique de deuxième division en 1991.

 Chakhtar Donetsk
- Vice-champion d'Ukraine en 2000.

 Terek Grozny
- Vainqueur de la Coupe de Russie en 2004.
- Champion de Russie de deuxième division en 2004.